# 200 Liberty Street
200 Liberty Street, voorheen het One World Financial Center, is een wolkenkrabber in de Amerikaanse stad New York. Hij maakt deel uit van Brookfield Place en is gesitueerd in de wijk Battery Park City van Lower Manhattan.

## Omschrijving

### Geschiedenis

#### Bouw en ontwerp
Het 200 Liberty Street, bekend onder de naam One World Financial Center van 1983 tot 2013, is een kantoorgebouw met een hoogte van 176 meter naar postmodernistisch ontwerp van de Argentijnse architect César Pelli en civiel ingenieursfirma Thornton Tomasetti.
De bouw van de toren ging van start in 1982 en was afgerond in 1986. Nog datzelfde jaar werd het gebouw in gebruik genomen. Het 200 Liberty Street staat vrij afgezonderd van de drie andere torens die onderdeel vormen van het complex.
De huidige naam van de toren is afgeleid van zijn adres op Liberty Street, nadat renovaties en / of expansies waren vereist aan het World Financial Center die nog deels de aanslagen op 11 september 2001 als oorzaak hadden.
Bij de aanslagen raakte een groot deel van het World Financial Center zwaar beschadigd na de instorting van het World Trade Center, dat vlak achter het World Financial Center stond.
Sinds deze renovaties draagt het complex de naam Brookfield Place naar de eigenaar van het complex; Brookfield Office Properties.

#### Koperen torenspits
200 Liberty Street ligt iets ten zuiden van de andere gebouwen van het World Financial Center en heeft net als de drie andere torens van het complex een onderscheidende koperen torenspits. Bij dit gebouw is dat een afgeknotte piramide, met name een thans geroeste piramide zonder scherpe top.
Het gebouw, met zijgebouw voorzien van een koepel, staat voorts in verbinding met Liberty Park via een grijze voetgangersbrug over West Street, volgens het ontwerp van het World Financial Center (zie foto). Dit is een brug die de aanslagen op 11 september 2001 wist te overleven omdat deze het verst gelegen was van de South Tower.